# Alfred Stieglitz

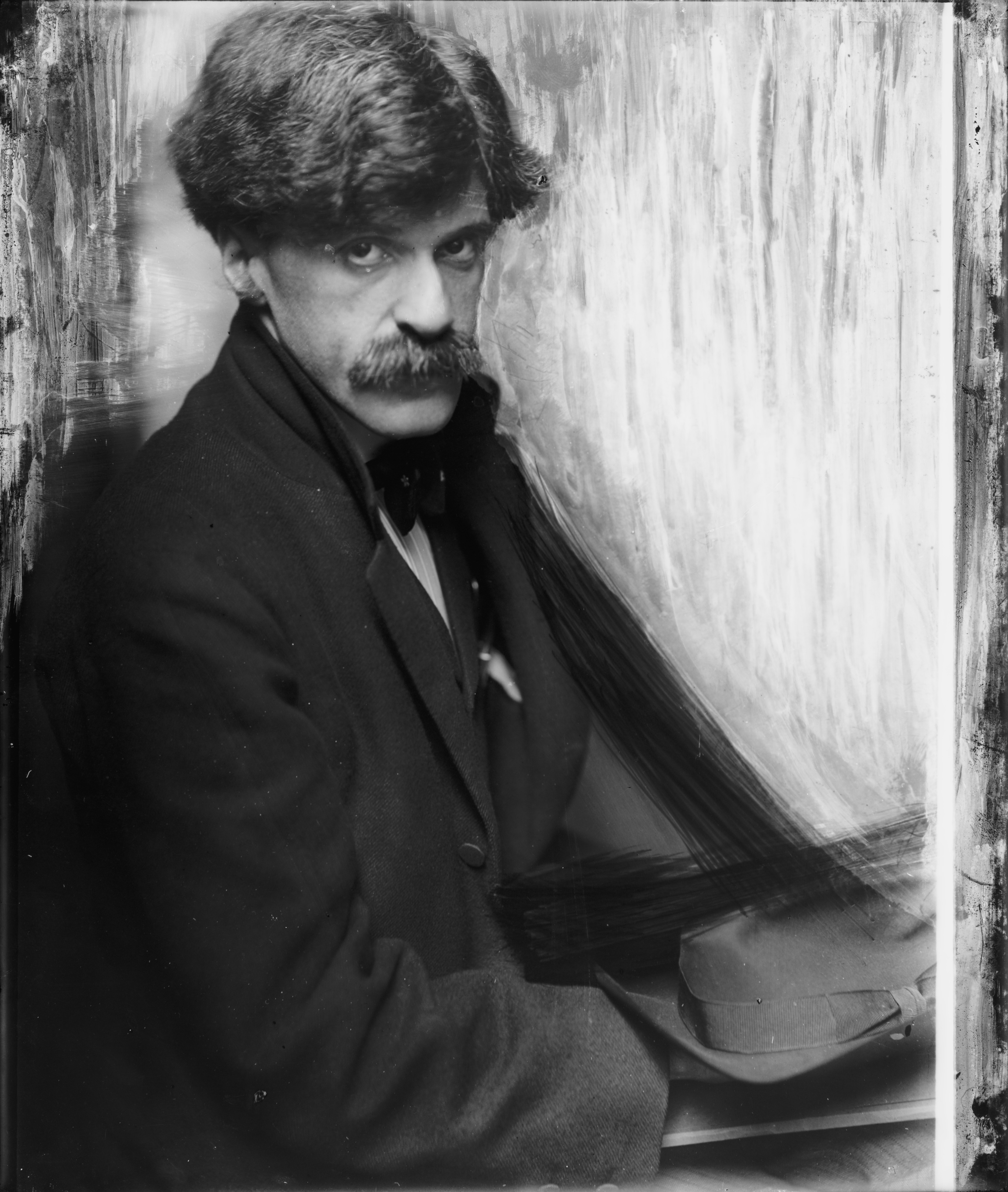
Portrét Alfreda Stieglitze (1902).
Fotografie Gertrudy Käsebierové ze sbírky Knihovny Kongresu USA

Alfred Stieglitz (1. ledna 1864 Hoboken, New Jersey – 13. července 1946 New York) byl americký fotograf, publicista a galerista, který prosazoval fotografii jako svébytné umění. Patřil k průkopníkům secesního piktorialismu a přímé fotografie. Častým námětem jeho fotografií bylo město New York – byl jedním z prvních fotografů, kdo se věnoval uměleckému ztvárnění velkoměsta. Fotografoval také portréty a abstraktní cykly mraků. Mnohaletá série portrétů, aktů a detailů těla jeho manželky Georgie O'Keeffeové zachycuje proces stárnutí a proměnu osobnosti. Jeho dílo, které se nachází ve sbírkách amerických muzeí a bylo oceňováno už za jeho života, ovlivnilo vývoj fotografie. Publikoval fotografie a články ve fotografických časopisech, byl redaktorem časopisů American Amateur Photographer a Camera Notes, podílel se na založení spolku Fotosecese, vydával fotografický časopis Camera Work, podporoval začínající americké umělce, pořádal výstavy avantgardních uměleckých děl a zasloužil se nejen o propagaci fotografie, ale také moderního evropského a amerického umění – malířství a sochařství – ve Spojených státech. Ve svých newyorských galeriích Little Galleries of the Photo-Secession – Galerii 291, The Intimate Gallery a An American Place vystavoval během čtyřiceti let fotografie uznávaných i začínajících evropských a amerických fotografů a výtvarná díla impresionistů, postimpresionistů, kubistů, futuristů a představitelů dalších nových uměleckých směrů.

## Životopis

### Dětství a studia

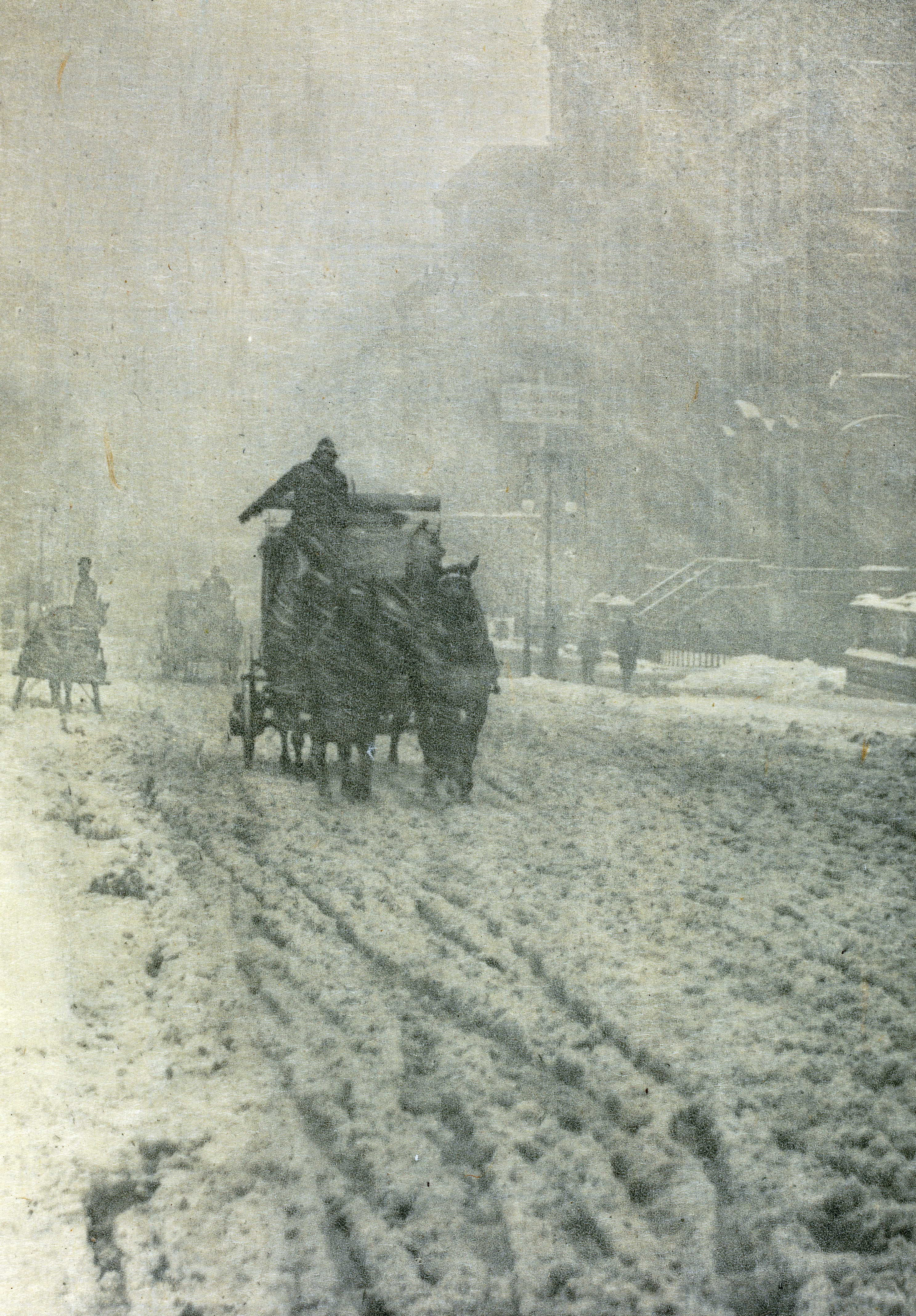
Alfred Stieglitz – Zima na Páté avenue (1892)

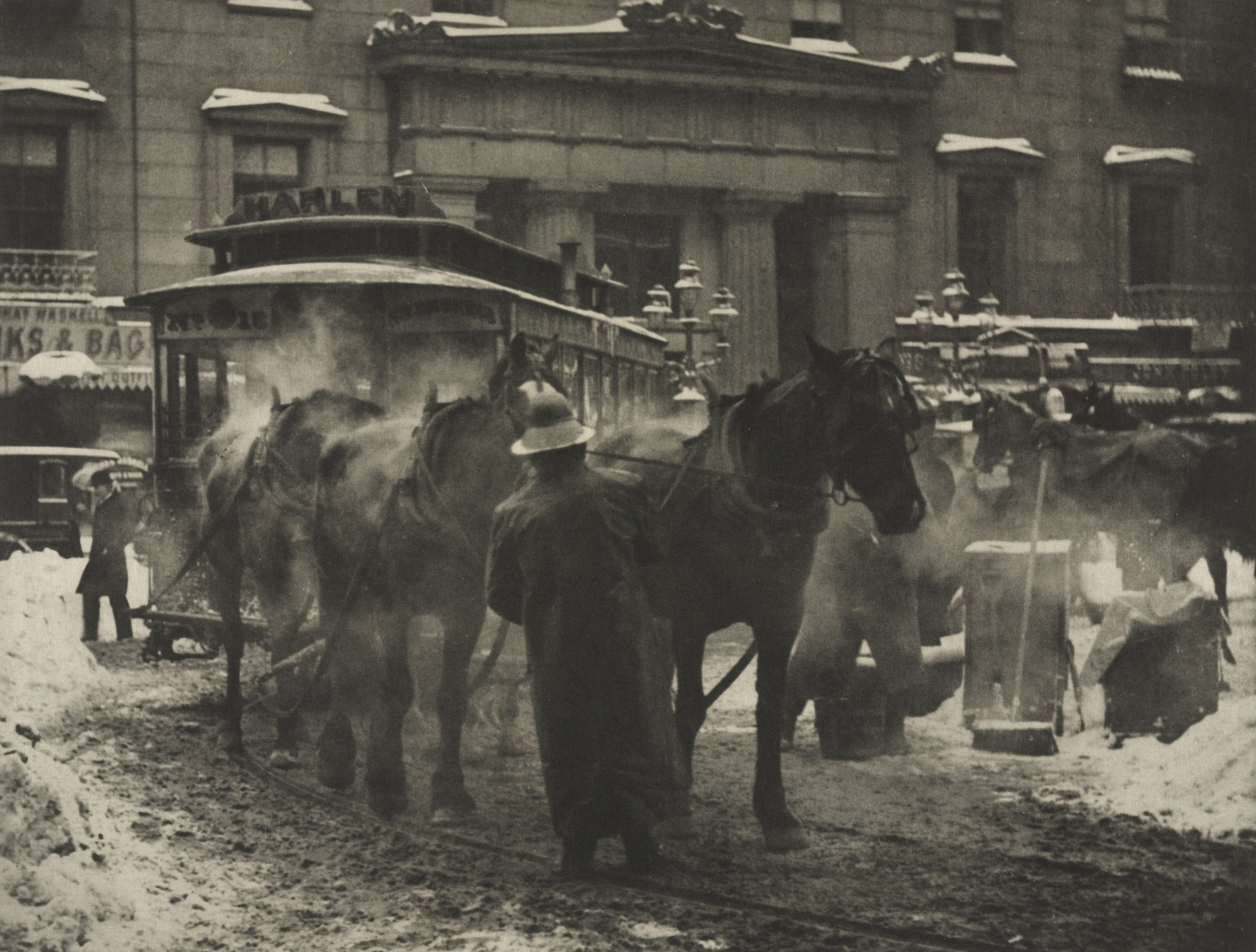
Alfred Stieglitz – Konečná (1892)

Alfred Stieglitz se narodil roku 1864 ve městě Hoboken v americkém státě New Jersey, ležícím na pravém břehu řeky Hudson, jako nejstarší syn úspěšného židovského obchodníka Edwarda Stieglitze. Alfred měl šest mladších sourozenců. Rodina se roku 1871 přestěhovala přes řeku Hudson na Manhattan do nového domu, kde se scházeli otcovi vzdělaní přátelé. Intelektuální prostředí spolu s faktem, že otec Alfreda preferoval před dalšími sourozenci, urychlilo Alfredovo dospívání a přispělo k jeho vysokému sebevědomí.
Stieglitzovi měli své kořeny v Německu, kde chtěl otec Edward nechat své děti vzdělat. Proto všichni, včetně Alfreda, jeho čtyř sester a dvou bratrů, odjeli roku 1881 ze Spojených států do Německa. Alfred Stieglitz dokončil střední školu v Karlsruhe a pak začal studovat Polytechniku (Technische Hochschule) v Berlíně. Studium strojírenství ho však i přes dobré výsledky nebavilo. V lednu 1883 si zakoupil fotoaparát a začal experimentovat s fotografií. Zároveň na Polytechnice navštěvoval kurzy fotografie německého chemika a fotografa Hermanna Wilhelma Vogela. Rodiče se sestrami se vrátili roku 1886 do Spojených států, Alfred pokračoval ve studiu v Berlíně.
Jeho vlastní tvorba většinou vznikala na prázdninových cestách po Evropě. Od roku 1887 obesílal v různých zemích fotografické soutěže, ve kterých během následujících dvanácti let vyhrál 150 cen. Začal být zván do soutěžních porot a rovněž publikoval kritiky a články o praktických problémech spojených s fotografováním. V roce 1890 získal v Londýně stipendium časopisu Amateur Photographer na obrazovou dokumentaci památek ve Francii.

### První manželství, secesní piktorialismus
Na naléhání rodičů se Alfred Stieglitz vrátil v létě 1890 do New Yorku, kde se stal spolu se svými dvěma přáteli ze studií v Berlíně spolumajitelem tiskárny, kterou založil jeho otec. Zpočátku podnik neprosperoval, avšak Stieglitz se seznámil s technologií tisku, kterou pak precizně ovládal. Následujícího roku vstoupil do sdružení New York Society of Amateur Photographers (brzy přejmenovaného na New York Camera Club). Od roku 1892 fotografoval pouliční život a zákoutí New Yorku ve stylu secesního piktorialismu. Zároveň začal vystavovat a pokračoval v publikování.
V roce 1893 se oženil s Emmeline Obermeyerovou. Manželství však nebylo šťastné – Alfred se oženil podle přání svých rodičů, Emmeline jeho zájem o umění nesdílela a ani narození dcery Kitty po pěti letech od svatby je nesblížilo. Sňatek však byl pro Alfreda Stieglitze výhodný finančně, protože peníze jeho ženy jej zabezpečily, a mohl si dovolit věnovat se svým zájmům bez ohledu na příjmy.
V roce 1894 byl zvolen jako první americký fotograf členem britské piktorialistické společnosti The Linked Ring Brotherhood. Následujícího roku zanechal Stieglitz podnikání v tiskárně, přestože už byla komerčně úspěšná. V letech 1893–1896 byl redaktorem měsíčníku American Amateur Photographer a pak do roku 1902 redaktorem ve čtvrtletníku Camera Notes. Jeho působení bylo pro oba časopisy přínosné, neboť při výběru fotografií do tisku byl velmi náročný. Přestože jeho rozhodnutí byla zpravidla správná a časopisy u čtenářů oblíbené, kvůli své nekompromisní povaze a netaktickému jednání se s vydavateli a spolupracovníky nedokázal shodnout a musel obě redakce opustit. Stieglitzův význam však podtrhuje skutečnost, že krátce po jeho odchodu časopis Camera Notes zanikl.

### Fotosecese, Camera Work a galerie 291

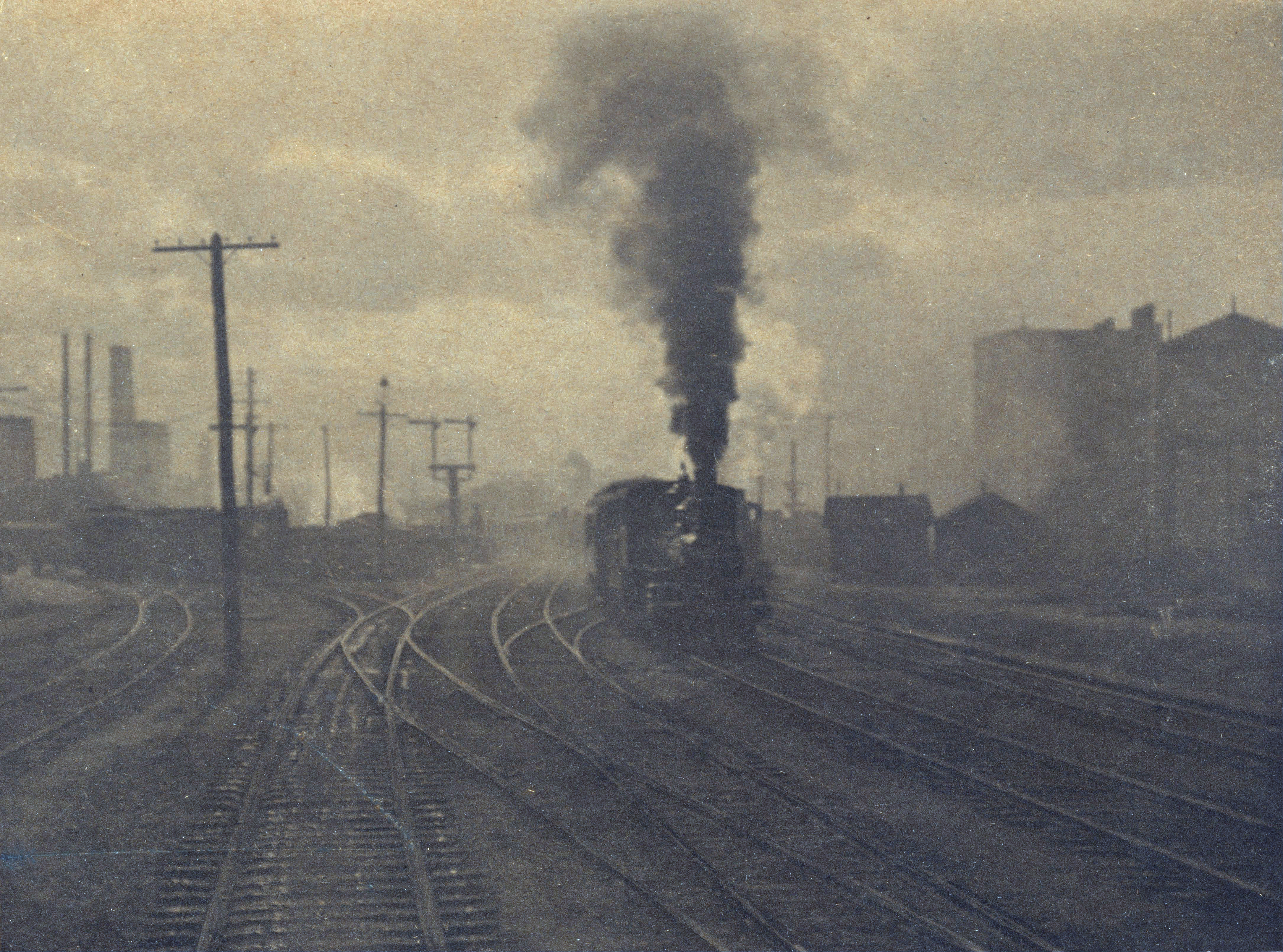
Alfred Stieglitz – Ruka člověka (1902)

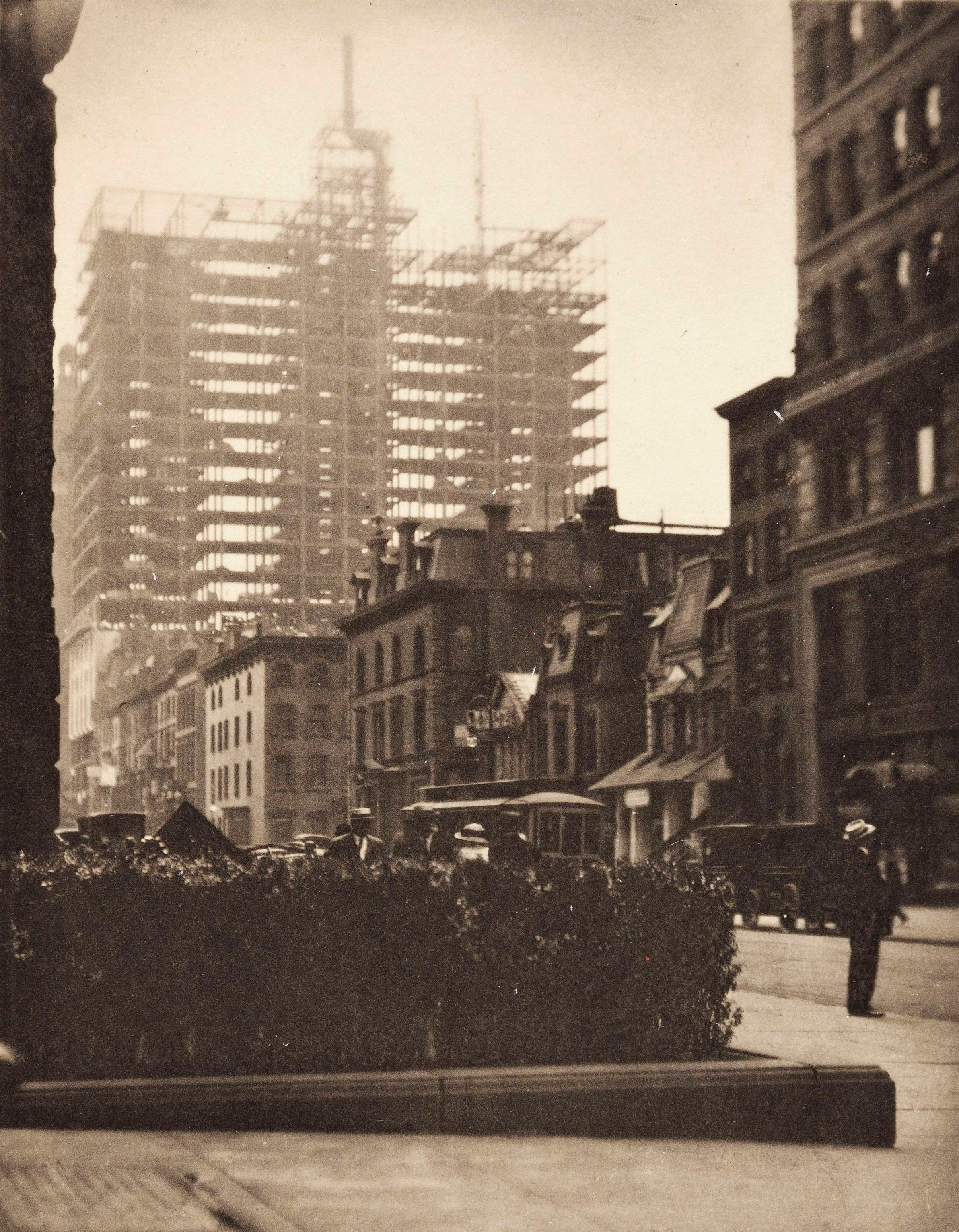
Alfred Stieglitz – Starý a nový New York (1910)

Stieglitz se snažil prosadit fotografii jako umění a pozvednout americkou fotografickou tvorbu. V roce 1902 založil spolu s dalšími dvanácti fotografy skupinu Fotosecese (Photo-Secession), výběrovou organizaci podle vzoru evropských spolků, která do roku 1912 sdružovala 120 fotografů. Mezi jejími členy bylo mnoho významných osobností americké fotografie, např. Frank Eugene, Gertrude Käsebierová, Edward Steichen, Clarence H. White a Alvin L. Coburn. Prvním počinem Fotosecese bylo uspořádání výstavy Americká piktoriální fotografie. S Fotosecesí byl rovněž spjat fotografický časopis Camera Work, který Stieglitz vydával v letech 1903–1917.
V roce 1905 založil Stieglitz s pomocí Edwarda Steichena výstavní síň Malé galerie Fotosecese (Little Galleries of the Photo-Secession). Galerie, kterou Stieglitz vedl do roku 1917, se nacházela v nejvyšším poschodí domu č. 291 na Páté Avenue v New Yorku a byla později známá pod názvem 291. Stieglitz se rovněž účastnil pořádání výstav v zahraničí. Roku 1909 sestavil americkou kolekci na Mezinárodní fotografickou výstavu v Drážďanech.
V roce 1910 se Stieglitz podílel na organizaci Mezinárodní výstavy piktoriální fotografie v Buffalu. Výstava byla úspěšná, avšak mezi členy Fotosecese již byly názorové rozpory, které vedly v roce 1912 k jejímu rozpadu. Časopis Camera Work a výstavní síň 291 existovaly dále až do roku 1917, avšak jejich náplň se změnila. Stieglitz rozšířil své aktivity o pořádání výstav děl moderních evropských malířů a sochařů (Henri Matisse, Auguste Rodin, Henri Rousseau, Paul Cézanne, Pablo Picasso a další).
V roce 1912 navštívil Stieglitze Paul Strand, tehdy začínající fotograf. Stali se přáteli a Strand předkládal své snímky Stieglitzovi pro posouzení po dobu několika let. Strand začal v roce 1915 experimentovat s fotografickou abstrakcí. Stieglitze jeho fotografie zaujaly natolik, že v galerii 291 uspořádal Strandovi výstavu a otiskl jeho díla v magazínu Camera Work. Stieglitz podporoval nejen Stranda, ale také další umělce, např. fotografa Charlese Sheelera nebo malíře Marsdena Hartleye.

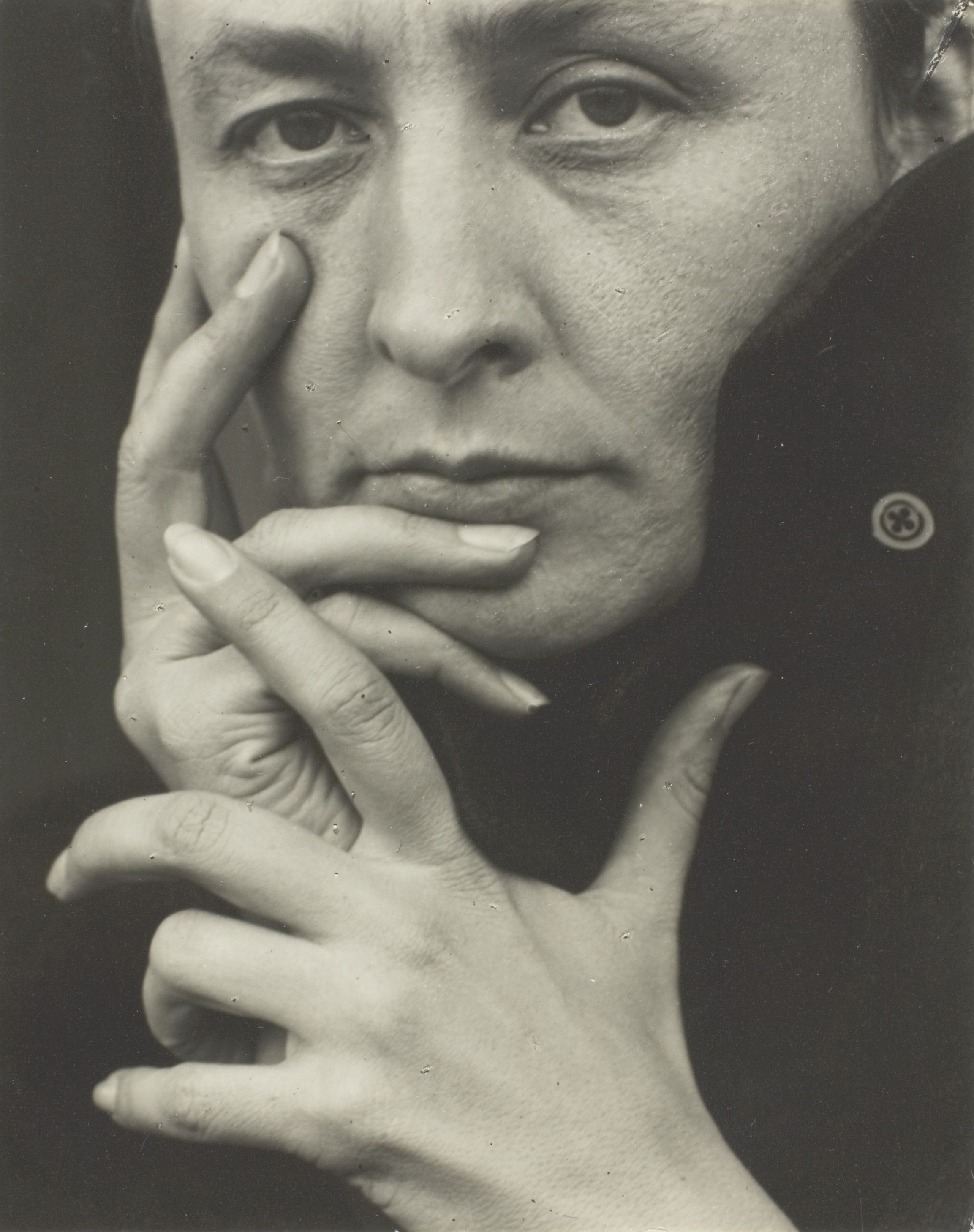
Alfred Stieglitz – Georgia O'Keeffeová (1918)

### Druhé manželství
Stieglitze zaměstnávalo organizování výstav natolik, že měl jen málo příležitostí fotografovat v exteriéru. Město New York zachycoval alespoň z oken své fotogalerie. Kontakt s lidmi ho však přivedl k portrétní fotografii, zejména v letech 1915–1925. Fotografoval své spolupracovníky, přátele a návštěvníky. V roce 1916 se setkal s americkou malířkou Georgií O'Keeffeovou, která ovlivnila jeho další život. Rok 1917 byl počátkem dlouhého cyklu portrétů, detailů těla a aktů Georgie O'Keeffeové. Po rozvodu s první ženou se Alfred Stieglitz v roce 1924 s Georgií O'Keeffeovou oženil.
Také po zániku časopisu Camera Work a výstavní síně 291 pokračoval v redakční činnosti a organizování výstav. V letech 1925–1929 vedl galerii The Intimate Gallery, a od roku 1929 až do své smrti v roce 1946 galerii An American Place.

## Dílo

### Shrnutí fotografické tvorby

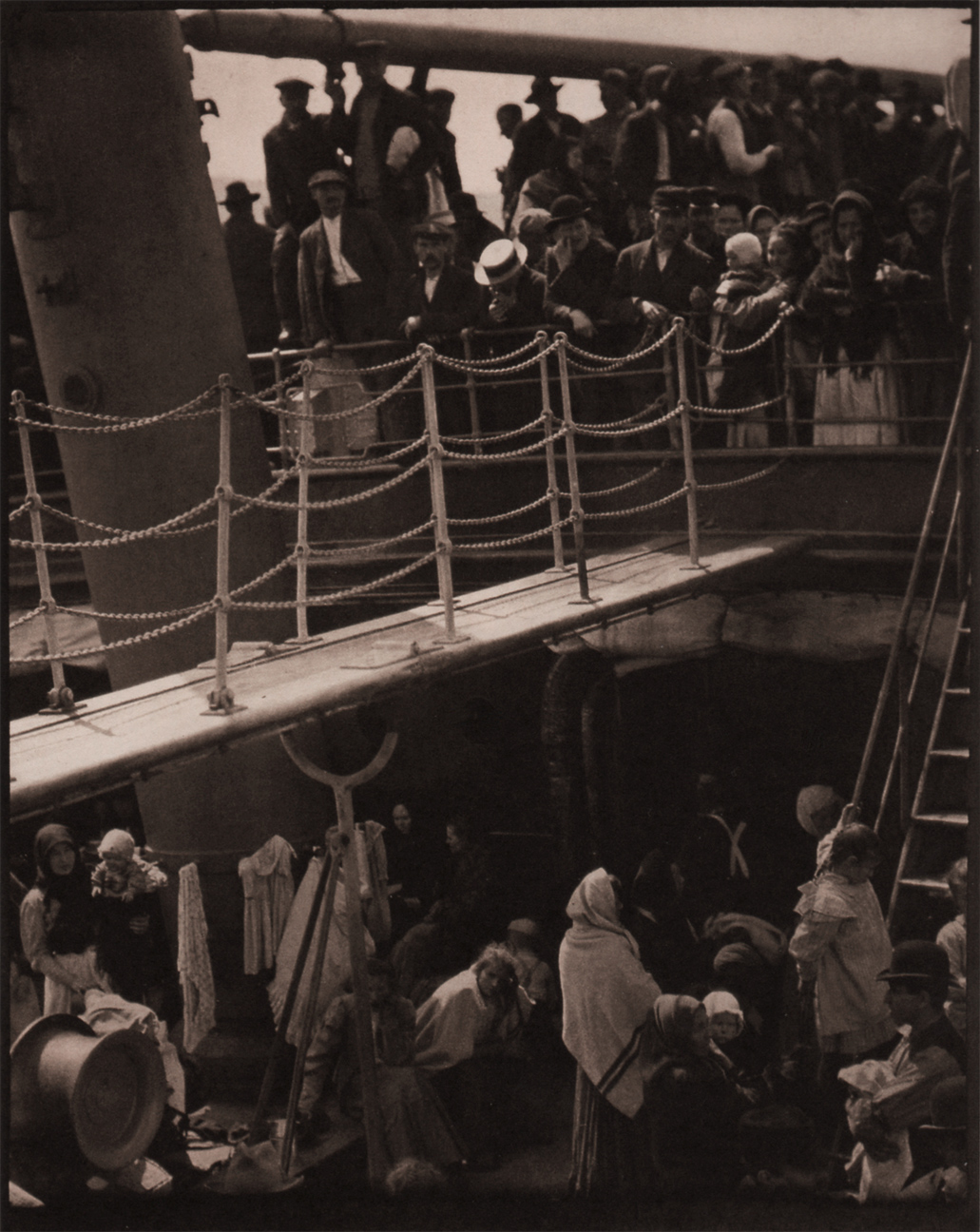
Alfred Stieglitz – Mezipalubí (1907)

V počátcích své tvorby Alfred Stieglitz napodoboval svými žánrovými obrázky malíře. Ovlivnil jej však Peter Henry Emerson a jeho kniha Naturalistická fotografie. Stieglitz prostřednictvím obyčejných námětů zaznamenával realitu, která vyhovovala jeho myšlenkovému záměru a pocitu. Zároveň využíval schopnost fotoaparátu zachytit krátké časové okamžiky.
Stieglitzovy fotografie z let 1892–1902 si získaly respekt svým vynikajícím technickým provedením, i když byly pořízeny za velmi obtížných světelných podmínek (sněžení, mlha, déšť či noc). Stieglitz byl také jedním z prvních fotografů, kdo se věnoval uměleckému ztvárnění velkoměsta. Jeho fotografie z tohoto období představují průkopnické dílo secesního piktorialismu. Efekty jeho fotografií byly dosaženy fotografickými prostředky, světelnými podmínkami a technikou tisku a jen s minimálními ručními zásahy do pozitivů.
V dalším období do roku 1914 volil podobné náměty, a i přes vliv Fotosecese, která směřovala technicky a esteticky k malířství a grafice použitím ušlechtilých tisků, se Stieglitz přikláněl k dosud málo akceptované čisté fotografii s důrazem na tenzi mezi trojrozměrným prostorem a dvourozměrnou fotografií. V úvodním textu katalogu výstavy ve Wanamakeru v roce 1913 vyjádřil Stieglitz svůj názor na manipulované tisky: „Fotografové se musí naučit nestydět se za to, že jejich fotografie vypadají jako fotografie. […] Fotograf, který používá fotografii ve snaze o nějakou ‚senzaci‘ nebo se snaží o napodobení malby, pobaví snad jen ty, kteří nechápou základní myšlenku ani fotografie, ani malířství.“
V letech 1914–1918 fotografoval portréty a pohledy z okna na New York. Charakteristickým rysem těchto prací, zejména portrétů, bylo použití dlouhých časů expozice, neokázalost, autentičnost a potlačení společenské stylizace.
Poslední etapu jeho fotografické tvorby do roku 1937, kdy přestal fotografovat, reprezentují cykly portrétů, aktů a detailů těla Georgie O'Keeffeové, ve kterých zachytil proces stárnutí a proměnu osobnosti, a abstraktně expresionistické cykly fotografií mraků a mrakodrapů snímané z oken hotelu Shelton a galerie An American Place.
Alfred Stieglitz chápal fotografii jako svébytné umění, kdy autor může pouze prostřednictvím přímé fotografie, tedy bez dalších úprav snímku, vyjádřit metaforicky svůj vnitřní prožitek. Jeho dílo ovlivnilo vývoj fotografie a bylo oceňováno už za jeho života. Roku 1924 projevilo o Stieglitzovy fotografie zájem Muzeum výtvarného umění v Bostonu, kterému autor daroval 27 snímků. Roku 1928 získalo jeho další fotografie prostřednictvím mecenášů Metropolitní muzeum umění v New Yorku. Další díla darovala několika americkým muzeím Georgie O'Keeffeová po Stieglitzově smrti, například Národní galerii ve Washingtonu.

### Galerijní a publicistická činnost

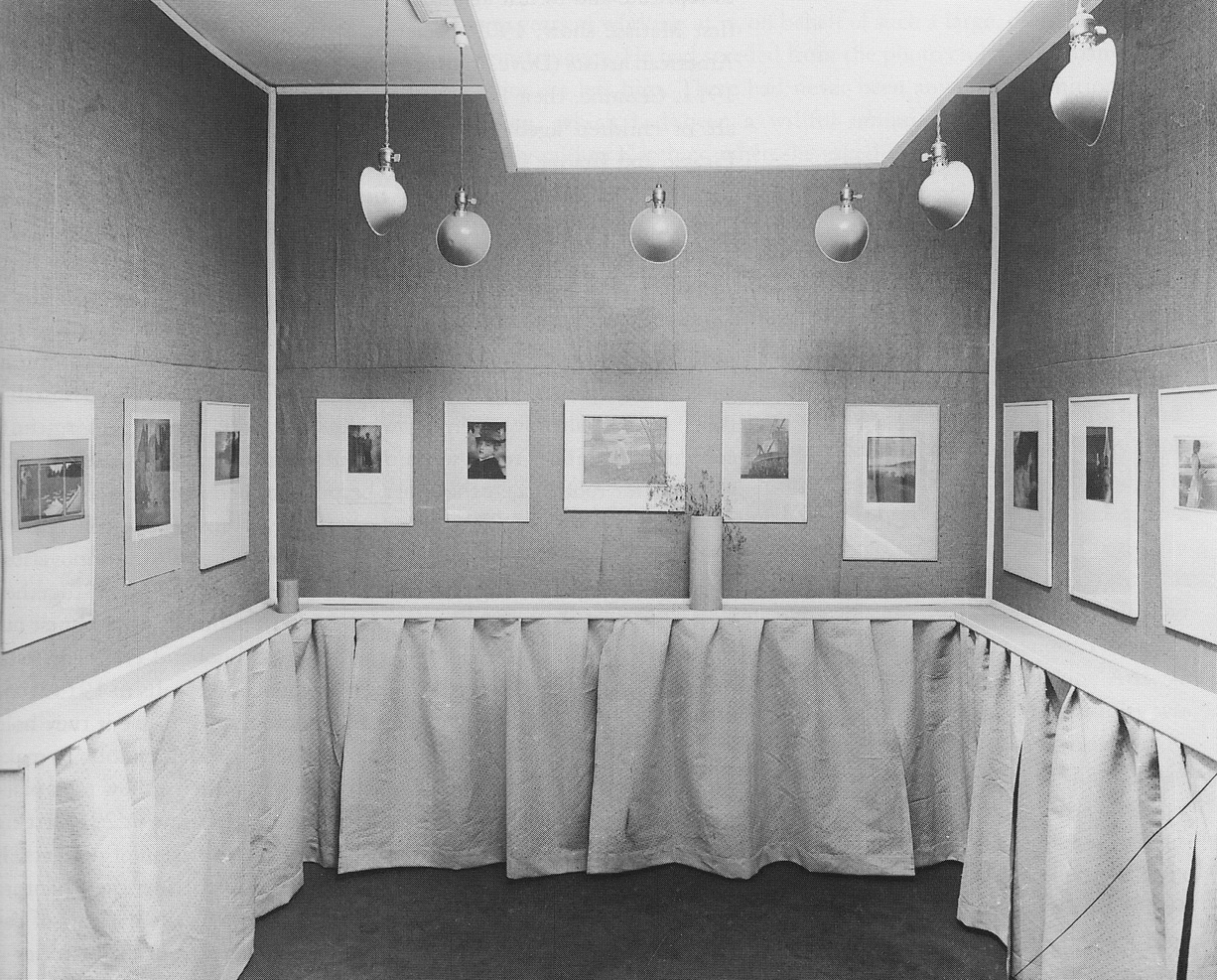
Stieglitzova výstavní síň Malé galerie Fotosecese (1906)

Alfred Stieglitz se věnoval pořádání výstav po dobu téměř padesáti let. Vystavoval nejen fotografie vlastní, ale i jiné autory, a rovněž malířská a sochařská díla moderního umění. Propagoval nejen evropské, ale také americké avantgardní umělce (Charles Demuth, Arthur Dove, Marsden Hartley, John Marin, Georgia O'Keeffeová), a byl také prvním provozovatelem galerie moderního umění ve Spojených státech, který vystavoval africké sochy.
Měl velký vliv ve světě fotografie, ať už prostřednictvím svých galerií, nebo časopisu Camera Work, kde rozhodoval o publikovaných článcích podle svého vkusu. Proto byl nejen obdivován, ale i kritizován. Již v době svého působení v časopise American Amateur Photographer proslul svým nekompromisním hodnocením snímků vybíraných k publikování. Připouštěl jen ty nejkvalitnější a často odmítl otisknout fotografii s hodnocením: „Technicky výborné, obrazově mizerné.“
Pro neshody s vydavatelem American Amateur Photographer přešel do redakce Camera Notes, kterou však opustil ze stejných důvodů. Založil proto vlastní časopis Camera Work. Úspěšně prosazoval a ovlivňoval nejprve piktorialismus a později přímou fotografii. Do roku 1911, kdy zanechal publikační činnosti v oblasti teorie fotografie, napsal přibližně 260 článků.
Je ve mně něco, co hledá rovnováhu, vztah, který je možné vyjádřit vzorcem. Mám ale také v sobě něco, co mě nutí, abych ten vzorec roztrhal na cucky, jakmile jej naleznu.
Alfred Stieglitz, 1926

### Publikace (výběr)
- Pitoresque Bits of New York and Other Studies. New York: R. H. Russel, 1897. Dostupné online. (anglicky) Portfolio 12 fotografií.
- America and Alfred Stieglitz: A Collective Portrait. New York: Literary Guild, 1934. Dostupné online. (anglicky)

### Autorské výstavy (výběr)

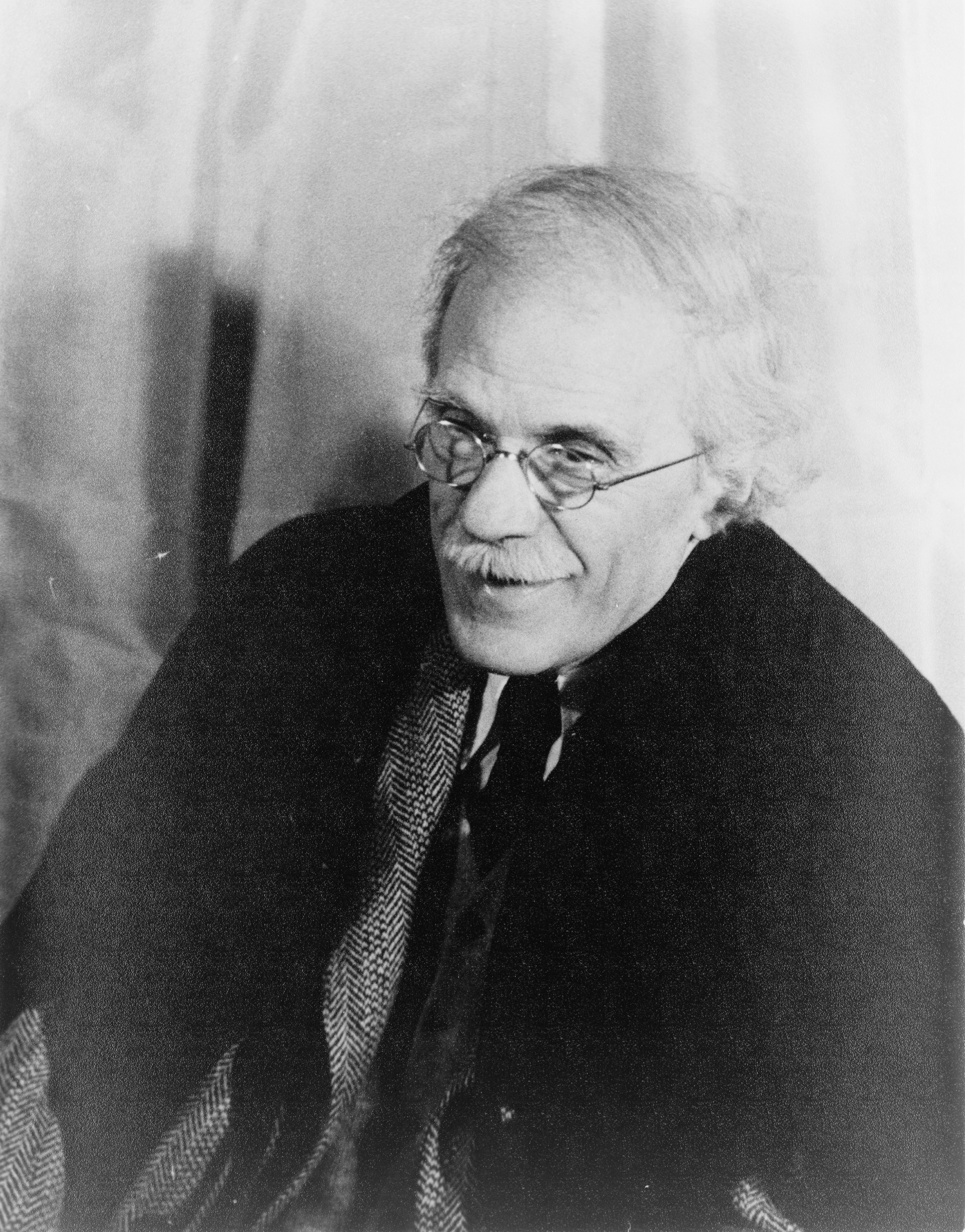
Portrét Alfreda Stieglitze (1935).
Fotografie Carla van Vechtena ze sbírky Knihovny Kongresu USA

- Pravidelná účast na výstavách spolku The Linked Ring Brotherhood ve Velké Británii, 1894–1908.
- Opakovaná účast na výstavách Photo Club de Paris, 1894–1906.
- Účast na výstavách The Royal Photographic Society v Londýně, 1895–1899.
- Camera Club of New York – retrospektivní výstava, 1899.
- National Arts Club, New York – 1902.
- Samostatná výstava v galerii 291, 1913.
- Anderson Galleries, New York – samostatné výstavy, 1921, 1923.
- Účast na Mezinárodní výstavě moderního umění, Brooklyn – 1926.
- An American Place, New York – retrospektivní výstavy, 1932, 1934.

### Výběr z fotografií Alfreda Stieglitze
- Dobrý vtip (The Last Joke) – rozesmátá skupina dětí v Itálii, první cena v soutěži časopisu The Amateur Photographer, 1887.
- Sluneční paprsky – Paula (Sun Rays – Paula, Berlin) – mladá žena píšící dopis, osvětlení sluncem skrz žaluzie, 1889.
- Konečná (Terminal) – konečná koňské dráhy, New York, 1892.
- Zima na Páté avenue (Winter, Fifth Ave.) – New York, 1892.
- Hotel Savoy – noční snímek po dešti, odrazy světel na mokré dlažbě, New York, 1898.
- Jarní spršky (Spring Showers), 1900–1901.
- Ruka člověka (The Hand of Man) – snímek kouřící lokomotivy a lesknoucích se kolejí, 1902.
- Mrakodrap Flatiron (Flatiron Building) – New York, 1903.
- Mezipalubí (The Steerage) – jeden ze Stieglitzových nejznámějších snímků, který pořídil na lodi při plavbě do Evropy v roce 1907,[46] poprvé publikován v Camera Work č. 3 v říjnu 1911.
- Georgia O'Keeffe – cyklus portrétů, detailů těla a aktů druhé manželky Alfreda Stieglitze, 1917–1933.
- Hudba (Music), Písně oblohy (Songs of the Sky), Ekvivalenty (Equivalents) – cyklus fotografií seskupení mraků, 1922–1931.